# Hudiksvalls stad

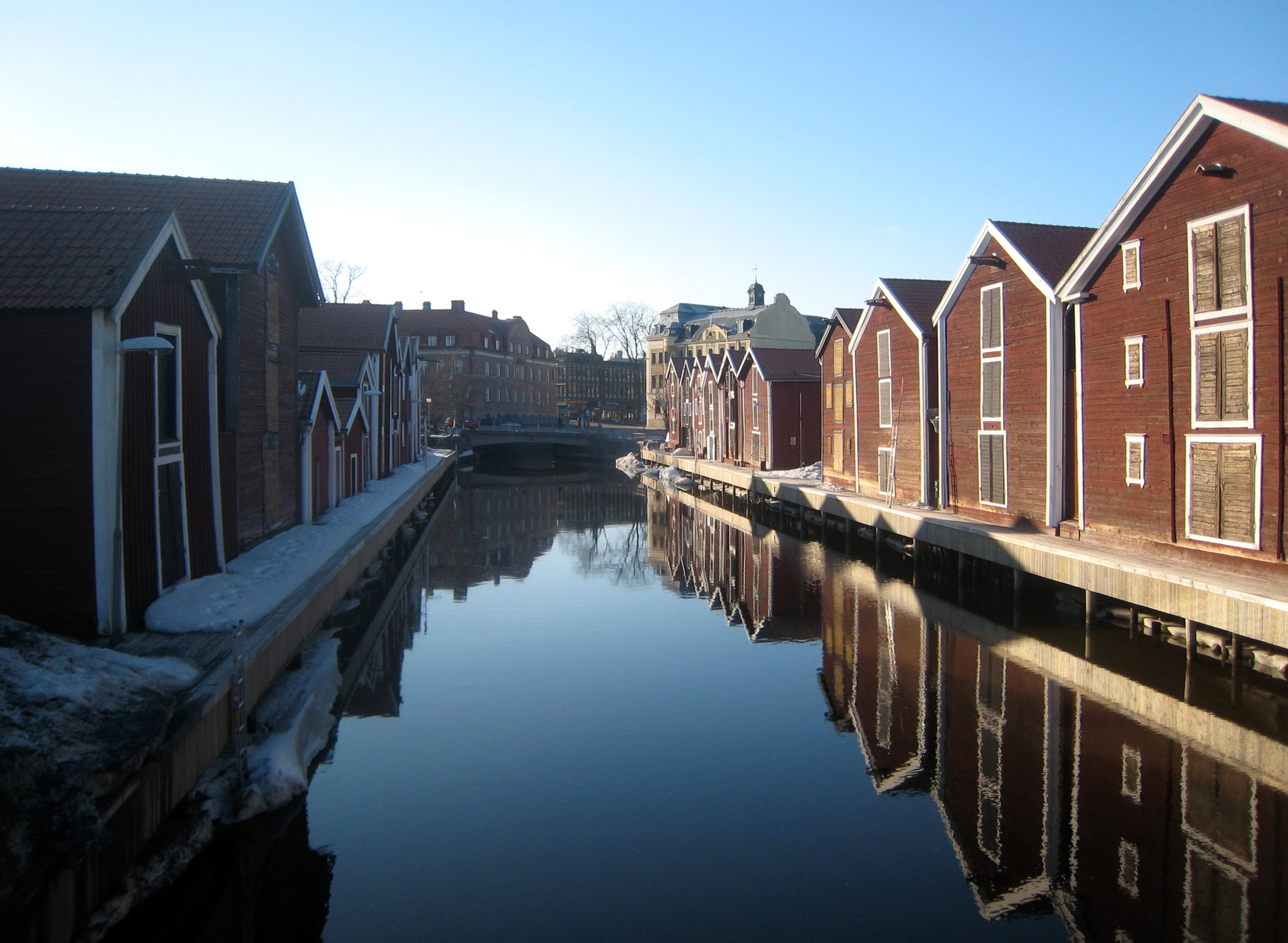
Sjöbodarna vid Strömmingssundet i Hudiksvall.

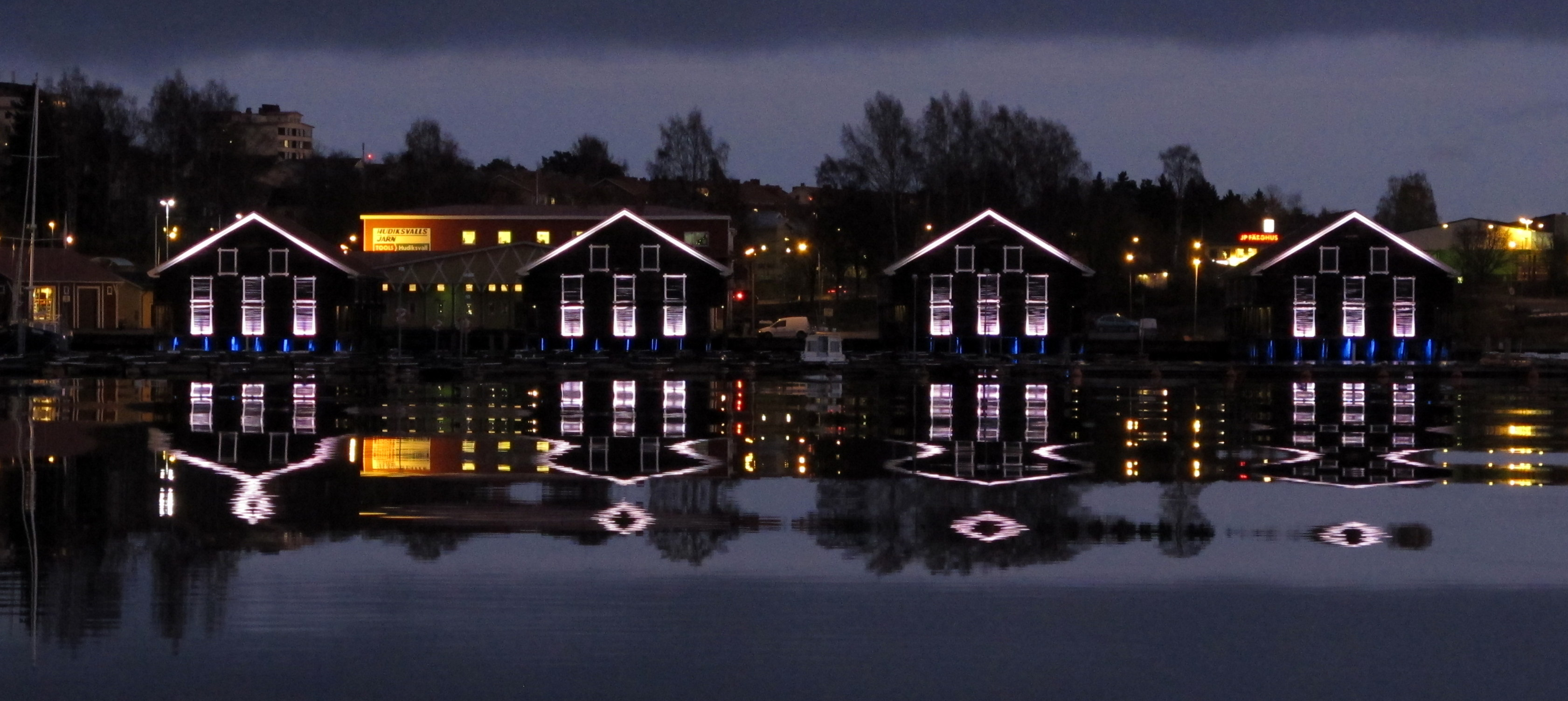
Hudiksvalls hamn.

Hudiksvalls stad var en stad och kommun i Gävleborgs län. Centralort var Hudiksvall och kommunkod 1952-1970 var 2184.

## Administrativ historik
Hudiksvall fick stadsprivilegier den 10 november 1581 och inrättades sedan som stadskommun den 1 januari 1863 när 1862 års kommunalförordningar trädde i kraft. Den 23 november 1906 inrättades Åviks municipalsamhälle i ett område nära staden som var delat mellan landskommunerna Idenor och Hälsingtuna. Den 1 januari 1911 inkorporerades detta område i staden varvid municipalsamhället upplöstes.
I samband med kommunreformen 1952 inkorporerades den återstående delen av Idenors landskommun i staden. Den 1 januari 1965 inkorporerades även den återstående delen av Hälsingtuna landskommun, som då hade 3 279 invånare.
Den 1 januari 1971 blev staden en del av den nya Hudiksvalls kommun.
1 januari 2016 inrättades distriktet Hudiksvall, med samma omfattning som Hudiksvalls församling hade 1999/2000, och vari detta område ingår.

### Judiciell tillhörighet
Staden hade egen jurisdiktion med rådhusrätt till 1945 då den uppgick i Hudiksvalls, Forsa och Bergsjö tingslag, vilken 1948 uppgick i Norra Hälsinglands domsagas tingslag.

### Kyrklig tillhörighet
I kyrkligt hänseende hörde staden till Hudiksvalls församling. Den 1 januari 1952 tillkom Idenors församling och den 1 januari 1965 tillkom Hälsingtuna församling och Rogsta församling.

### Sockenkod
För registrerade fornfynd med mera så återfinns staden inom ett område definierat av sockenkod 2413 som motsvarar den omfattning staden hade kring 1950.

## Stadsvapnet
Blasonering: I rött fält tre avhuggna bockhuvuden av silver, ordnade 2 och 1, med blå beväring.
Detta vapen fastställdes av Kungl. Maj:t år 1939. Ett liknande vapen (utan den blåa beväringen) förs idag av den nuvarande Hudiksvalls kommun. Se artikeln om Hudiksvalls kommunvapen för mer information.

Hudiksvalls kommun (2006-)

## Geografi
Hudiksvalls stad omfattade den 1 januari 1952 en areal av 74,98 km², varav 71,99 km² land. Efter nymätningar och arealberäkningar färdiga den 1 januari 1961 omfattade staden samma datum en areal av 78,96 km², varav 75,89 km² land.

### Tätorter i staden 1960
I Hudiksvalls stad fanns del av tätorten Hudiksvalla, som hade 11 309 invånare i staden den 1 november 1960. Tätortsgraden i staden var då 94,4 procent.

## Befolkningsutveckling
| Befolkningsutvecklingen i Hudiksvalls stad 1805–1970 | Befolkningsutvecklingen i Hudiksvalls stad 1805–1970 | Befolkningsutvecklingen i Hudiksvalls stad 1805–1970 | Befolkningsutvecklingen i Hudiksvalls stad 1805–1970 | Befolkningsutvecklingen i Hudiksvalls stad 1805–1970 |
| --- | ---------------------------------------------------- | ---------------------------------------------------- | ---------------------------------------------------- | ---------------------------------------------------- |
| |                                                      |                                                      |                                                      |                                                      |
| År |                                                      |                                                      | Folkmängd                                            |                                                      |
| 1805 | 1805                                                 |                                                      | 1 429                                                |                                                      |
| 1810 | 1810                                                 |                                                      | 1 429                                                |                                                      |
| 1820 | 1820                                                 |                                                      | 1 630                                                |                                                      |
| 1830 | 1830                                                 |                                                      | 1 773                                                |                                                      |
| 1840 | 1840                                                 |                                                      | 1 926                                                |                                                      |
| 1850 | 1850                                                 |                                                      | 2 016                                                |                                                      |
| 1860 | 1860                                                 |                                                      | 2 656                                                |                                                      |
| 1870 | 1870                                                 |                                                      | 3 241                                                |                                                      |
| 1880 | 1880                                                 |                                                      | 4 464                                                |                                                      |
| 1890 | 1890                                                 |                                                      | 4 804                                                |                                                      |
| 1900 | 1900                                                 |                                                      | 4 902                                                |                                                      |
| 1910 | 1910                                                 |                                                      | 7 734                                                |                                                      |
| 1920 | 1920                                                 |                                                      | 7 564                                                |                                                      |
| 1930 | 1930                                                 |                                                      | 7 321                                                |                                                      |
| 1935 | 1935                                                 |                                                      | 7 444                                                |                                                      |
| 1940 | 1940                                                 |                                                      | 7 352                                                |                                                      |
| 1945 | 1945                                                 |                                                      | 7 829                                                |                                                      |
| 1950 | 1950                                                 |                                                      | 9 740                                                |                                                      |
| 1955 | 1955                                                 |                                                      | 10 605                                               |                                                      |
| 1960 | 1960                                                 |                                                      | 11 974                                               |                                                      |
| 1965 | 1965                                                 |                                                      | 15 808                                               |                                                      |
| 1970 | 1970                                                 |                                                      | 16 760                                               |                                                      |
| Anm: 1952 inkorporerades Idenors landskommun och 1965 Hälsingtuna landskommun. För åren 1805-1945: befolkning enligt folkräkning 31 december enligt den administrativa indelningen den 1 januari följande år. 1950 avser befolkning enligt folkräkning den 31 december enligt den administrativa indelningen den 1 januari 1952. 1955 avser den kyrkobokförda befolkningen den 31 december enligt den administrativa indelningen den 1 januari följande år. 1960 och 1965 avser befolkning enligt folkräkning den 1 november enligt den administrativa indelningen den 1 januari följande år. 1970 avser befolkning enligt folkräkning den 1 november i det område som Hudiksvalls stad omfattade när den ombildades till Hudiksvalls kommun 1 januari 1971. |                                                      |                                                      |                                                      |                                                      |

## Politik

### Mandatfördelning i valen 1919–1966
| 6 | 6 | 10 | 8 |

| 22 | 8 |

| 6 | 6 | 9 | 9 |

| 25 | 5 |

| 5 | 8 | 6 | 11 |

| 28 |

| 6 | 8 | 6 |  | 9 |

| 27 |

| 2 | 8 | 4 | 4 |  | 11 |

| 29 |

| 2 | 7 | 5 | 5 | 11 |

| 29 |

| 3 | 12 | 3 | 4 | 8 |

| 29 |

| 4 | 13 |  | 6 | 6 |

| 28 |

| 7 | 12 | 6 | 5 |

| 24 | 6 |

| 4 | 14 |  | 7 | 4 |

| 26 |

| 4 | 13 |  | 8 | 4 |

| 27 |

| 4 | 12 | 3 | 5 | 6 |

| 27 |

| 3 | 15 | 3 | 5 | 4 |

| 26 |

| 4 | 18 | 7 | 6 |  | 4 |

| 35 |

| 5 | 15 | 9 | 6 | 5 |

| 32 | 8 |

## Rådhusrätten

### Borgmästare
| Ämbetstid | Namn               |
| --------- | ------------------ |
| 1876–1907 | Svante Sandqvist   |
| 1907–1941 | Hadar Rissler      |
| 1941–1944 | Georg von Post, tf |

### Fotnoter
^a Tätorten Hudiksvall var delad mellan Hudiksvalls stad (11 309 inv.) och Hälsingtuna landskommun (656 inv.) 

1. ↑  Runeberg.org Sveriges statskalender 1925 sida 1100
2. ↑  Per Andersson: Sveriges kommunindelning 1863-1993, Draking, Mjölby 1993, ISBN 91-87784-05-X, s. 88
3. ↑   ( PDF) Folk- och bostadsräkningen den 1 november 1965, I. Folkmängd inom kommuner och församlingar samt kommunblock efter kön, ålder, civilstånd m.m.. Stockholm: Statistiska centralbyrån. 1966. sid. 58 & 223. Arkiverad från originalet den 24 januari 2015. https://www.webcitation.org/6VpIdxjHN?url=http://www.scb.se/Grupp/Hitta_statistik/Historisk_statistik/_Dokument/SOS/Folk_o_bostadsrakningen_1965_1.pdf. Läst 16 november 2017 Arkiverad 24 september 2015 hämtat från the Wayback Machine.
4. ↑  Andersson, Per (1993). Sveriges kommunindelning 1863–1993. Mjölby: Draking. Libris 7766806. ISBN 91-87784-05-X
5. ↑  Elsa Trolle Önnerfors: Domsagohistorik - Hudiksvalls tingsrätt (del av Riksantikvarieämbetets Tings- och rådhusinventeringen 1996-2007)
6. ↑  ”Förteckning (Sveriges församlingar genom tiderna)”. Skatteverket. 1989. http://www.skatteverket.se/privat/folkbokforing/omfolkbokforing/folkbokforingigaridag/sverigesforsamlingargenomtiderna/forteckning.4.18e1b10334ebe8bc80003999.html. Läst 17 december 2013.
7. ↑  Fornminnesregistret, Riksantikvarieämbetet: Hudiksvalls stad Fornminnen i socknen erhålls på kartan genom att skriva in sockennamn (utan "socken") i "Ange geografiskt område"
8. ↑  Svenska Heraldiska Föreningens vapendatabas
9. ↑   (PDF) Folkräkningen den 31 december 1950, I, Areal och folkmängd inom särskilda förvaltningsområden m.m., Tätorter. Stockholm: Statistiska centralbyrån. 1952-05-19. sid. 106. Arkiverad från originalet den 1 oktober 2014. https://www.webcitation.org/6T09ZkyrB?url=http://www.scb.se/Grupp/Hitta_statistik/Historisk_statistik/_Dokument/SOS/Folkrakningen_1950_1.pdf. Läst 9 oktober 2014 Arkiverad 29 oktober 2013 hämtat från the Wayback Machine.
10. ↑   ( PDF) Folkräkningen den 1 november 1960, I, Folkmängd inom kommuner och församlingar efter kön, ålder, civilstånd m.m.. Stockholm: Statistiska centralbyrån. 1961. sid. 55 & 203. Arkiverad från originalet den 15 juli 2015. https://www.webcitation.org/6a1zkRbkC?url=http://www.scb.se/Grupp/Hitta_statistik/Historisk_statistik/_Dokument/SOS/Folkrakningen_1960_01.pdf. Läst 16 november 2017 Arkiverad 14 oktober 2013 hämtat från the Wayback Machine.
11. ↑   ( PDF) Folkräkningen den 1 november 1960, II, Folkmängd inom tätorter efter kön, ålder och civilstånd.. Stockholm: Statistiska centralbyrån. 1961. sid. 27. Arkiverad från originalet den 29 juni 2015. https://www.webcitation.org/6ZeEB9Ija?url=http://www.scb.se/Grupp/Hitta_statistik/Historisk_statistik/_Dokument/SOS/Folkrakningen_1960_02.pdf. Läst 16 november 2017 Arkiverad 24 september 2015 hämtat från the Wayback Machine.
12. ↑  ”Historisk statistik efter serie”. Statistiska centralbyrån. Arkiverad från originalet den 30 december 2017. https://web.archive.org/web/20171230122632/http://www.scb.se/sv_/hitta-statistik/historisk-statistik/digitaliserat---statistik-efter-serie/. Läst 21 juni 2019.
13. ↑  ”Folkräkningen 1910–1960”. Statistiska centralbyrån. Arkiverad från originalet den 22 augusti 2018. https://web.archive.org/web/20180822113519/https://www.scb.se/sv_/Hitta-statistik/Historisk-statistik/Digitaliserat---Statistik-efter-serie/Sveriges-officiella-statistik-SOS-utg-1912-/Folk--och-bostadsrakningarna-1860-1990/Folkrakningen-1910-1960/. Läst 21 juni 2019.
14. ↑  ”Folk- och bostadsräkningen 1965–1990”. Statistiska centralbyrån. Arkiverad från originalet den 22 augusti 2018. https://web.archive.org/web/20180822145518/https://www.scb.se/sv_/Hitta-statistik/Historisk-statistik/Digitaliserat---Statistik-efter-serie/Sveriges-officiella-statistik-SOS-utg-1912-/Folk--och-bostadsrakningarna-1860-1990/Folk--och-bostadsrakningen-1965-1990/. Läst 21 juni 2019.